# Fränsta
Fränsta är en del av en tätort i Ånge kommun, Medelpad och kyrkbyn i Torps socken. Orten ligger vid Torpsjön i Ljungans dalgång. Både E14 och järnvägen mellan Sundsvall och Östersund med bland annat Norrtåg passerar samhället. Bebyggelsen i Fränsta avgränsades före 2015 till en egen tätort för att vid avgränsningen 2015 vara hopväxt med den i Ljungaverk, och den gemensamma tätorten har av SCB namnsatts till Ljungaverk och Fränsta.
I närheten av orten ligger Sveriges geografiska mittpunkt, Flataklocken. 

## Ortnamnet
Namnet uttalas fränn-sta, med betoning på första stavelsen.

## Historia
På den plats där nuvarande Torps kyrka ligger byggdes sannolikt en träkyrka på 1100-talet. Den ersattes av en stenkyrka på 1200-talet. Nuvarande kyrkobyggnad uppfördes åren 1782 till 1785.
En apoteksfilial upprättades 1827 i Fränsta i samband med att läkare anställdes. 1850 invigdes gamla skolan i Fränsta, Torps första skolhus, numera församlingshem. 1954 invigdes det nya ålderdomshemmet Torpsro. Getbergets slalombacke med liftanläggning och toppstuga invigdes i december 1964. Sim- och gymnastikhuset med 25-metersbassäng och tävlingsmässig gymnastiksal invigdes hösten 1968.

### Befolkningsutveckling
| Befolkningsutvecklingen i Fränsta/Ljungaverk och Fränsta 1950–2020                                                         | Befolkningsutvecklingen i Fränsta/Ljungaverk och Fränsta 1950–2020 | Befolkningsutvecklingen i Fränsta/Ljungaverk och Fränsta 1950–2020 | Befolkningsutvecklingen i Fränsta/Ljungaverk och Fränsta 1950–2020 | Befolkningsutvecklingen i Fränsta/Ljungaverk och Fränsta 1950–2020 |
| --- | ------------------------------------------------------------------ | ------------------------------------------------------------------ | ------------------------------------------------------------------ | ------------------------------------------------------------------ |
| |                                                                    |                                                                    |                                                                    |                                                                    |
| År |                                                                    |                                                                    | Folkmängd                                                          | Areal (ha)                                                         |
| 1950 | 1950                                                               |                                                                    | 1 113                                                              | ##                                                                 |
| 1960 | 1960                                                               |                                                                    | 1 093                                                              | 208                                                                |
| 1965 | 1965                                                               |                                                                    | 1 148                                                              | 216                                                                |
| 1970 | 1970                                                               |                                                                    | 1 347                                                              |                                                                    |
| 1975 | 1975                                                               |                                                                    | 1 380                                                              |                                                                    |
| 1980 | 1980                                                               |                                                                    | 1 401                                                              |                                                                    |
| 1990 | 1990                                                               |                                                                    | 1 403                                                              | 229                                                                |
| 1995 | 1995                                                               |                                                                    | 1 435                                                              | 231                                                                |
| 2000 | 2000                                                               |                                                                    | 1 320                                                              | 231                                                                |
| 2005 | 2005                                                               |                                                                    | 1 243                                                              | 231                                                                |
| 2010 | 2010                                                               |                                                                    | 1 256                                                              | 230                                                                |
| 2015 | 2015                                                               |                                                                    | 2 062                                                              | 609                                                                |
| 2020 | 2020                                                               |                                                                    | 2 028                                                              | 593                                                                |
| Anm.: 2015 sammanvuxen med Ljungaverk, nytt namn Ljungaverk och Fränsta. ## Som tätort/befolkningsagglomeration 1920–1950. |                                                                    |                                                                    |                                                                    |                                                                    |

## Samhället
Samhället hyser Ålsta folkhögskola vars elever årligen arrangerar Fränstaglacialen, där allmänheten kan beskåda konstelevernas isskulpturer.

## Näringsliv

### Mediakonverteringscentrum
I Fränsta ligger Riksarkivets Mediakonverteringscentrum (MKC), en anläggning för digitalisering av arkiv- och biblioteksmaterial som digitaliserar 100.000 bilder per dygn och därmed är den största i sitt slag i Europa. MKC startade 1991 som en del av Svensk arkivinformation (SVAR) under namnet SVAR Fränsta, men blev år 2003 en egen enhet under Riksarkivet.

### Bankväsende
År 1899 bildades Aktiebolaget Fränsta bank. Denna bank uppgick år 1909 i Sundsvalls köpmansbank. Huvuddelen av Köpmansbankens verksamhet, inklusive den i Fränsta, övertogs 1910 av Bankaktiebolaget Norra Sverige. Den 1 september 1913 övertog Sundsvalls handelsbank Norra Sveriges kontor i Fränsta. Sundsvalls handelbank uppgick i sin tur i Uplandsbanken några år senare. År 1932 överlät Uplandsbanken kontoret i Fränsta till Svenska Handelsbanken, som därmed etablerade sig på orten.
Fränsta hade även filialkontor för Sundsvalls sparbank och jordbrukskassa/föreningsbank. Dessa uppgick med tiden i Swedbank.
Swedbank lade ner sitt kontor den 1 juli 2011. Den 1 april 2019 stängde även Handelsbanken, varefter Fränsta inte längre hade några fysiska bankkontor.

## Evenemang
Fränstafestivalen är ett stort årligt evenemang i mitten på juli.

## Idrott
Här finns Fränsta IK (innebandy, fotboll, motion), Getbergets Alpina IF och Fränsta Skytteförening

## Klimat
Medelpads högsta rapporterade temperatur är 34,6° som uppmättes i Fränsta den 16 augusti 1947. Fränsta kan även ståta med landskapets köldrekord på –42,0° som inträffade sent den 31 december 1978.

## Sevärdheter
En sevärdhet i Fränsta är Vikbron, en av Sveriges längsta träbroar. På södra sidan av bron kommer man ut på Viknäset med ett gravfält från järnåldern.
Getberget ligger strax väster om Fränsta, precis utanför Ljungaverk. Här finner man slalombacke och lift, kaffeservering och en utsiktsplats. Getberget är också botaniskt intressant med sydväxtberg-flora bl.a.

## Kända personer
Följande är exempel på personer med rötter i Fränsta som uppmärksammats i riksmedia:
- Anette Fanqvist, längdskidåkare
- Nils Gissler, Norrlands första läkare, från byn Gissjö invid Gissjön norr om Fränsta.
- Arne Jones (1914-1976), konstnär, växte upp i Fränsta.
- Benny Mattsson, fotbollsspelare
- Olof Perman (1844-1908), riksdagsman och var grosshandlare i Fränsta.
- Robert Pettersson, sångare i bandet Takida, bor i Fränsta.
- William Poromaa, längdskidåkare, uppväxt i Fränsta.